# 馬油
馬油（バーユ、マーユ）は、馬の皮下脂肪を原料とする動物性油脂のことである。主に食用の馬を解体する際に腹や首の部位から採取される。オレイン酸、パルミチン酸、パルミトレイン酸、リノール酸、リノレン酸などを多く含んでおり、古くから皮膚治療の民間薬に用いられてきたが、医薬品のような効能・効果は認められていない。

## 概要
馬肉の生産量が全国1位の熊本県をはじめとする生産地では、地域資源である馬油から基礎化粧品や石鹸、シャンプーなど様々な製品が実用化されている。
馬油はヒトの皮脂とよく似た性質を持ち、浸透性、保湿・保護の効果が確認できるため、皮膚の健康を維持する目的での外用剤に適している。通常は固形だが、融点が30-43℃と低く、夏期は外気温で容易に液体化するので、外用剤として利用する際には冷蔵保存が必要である。
現存する最古の中国医学書と言われている『黄帝内経』や明の本草学研究書である『本草綱目』には、「皮膚のひびわれを改善する」との効能が書かれていることから、2015年ごろには中国人旅行客の間で日本製の馬油の人気が高まり、いわゆる爆買いのターゲットにもなっている。